# Xian de Gulin
Le xian de Gulin (古蔺县 ; pinyin : Gǔlìn Xiàn) est un district administratif de la province du Sichuan en Chine. Il est placé sous la juridiction de la ville-préfecture de Luzhou.

## Démographie
La population du district était de 730 036 habitants en 1999.

## Transports
Depuis 2020, le pont Chajiaotan sur la Chishui relie le xian de Xishui dans le Guizhou au xian de Gulin dans le Sichuan. Il appartient à l'autoroute GuYi (S80),.